# Jan Bronkers
Jan Bronkers (22 oktober 1944) is een voormalig Nederlands voetballer. Hij speelde achtereenvolgens voor de Enschedese Boys, FC Twente en SC Heracles.
Nadat de Enschedese Boys in 1965 met Sportclub Enschede opging in FC Twente, tekende Bronkers een contract bij de nieuwe Enschedese profclub. Het eerste jaar kwam hij nog niet tot spelen. Op 25 september 1966 maakte hij zijn debuut en tegelijkertijd zijn eerste doelpunt voor FC Twente, in een uitwedstrijd tegen ADO. Tot en met het voor Twente succesvolle seizoen 1968/1969, zou hij in 65 competitiewedstrijden uitkomen, waarin hij acht doelpunten scoorde. In 1969 verhuisde hij naar SC Heracles, waar hij nog acht seizoenen speelde. Hoogtepunt uit deze periode was een bekerwedstrijd op 28 december 1974 tegen Ajax, die de Eerstedivisionist Heracles na verlenging met 4-2 won. Bekende spelers als Hans Polko en Hannes Lalopua maakten destijds deel uit van de Almelose voetbalclub.
Na zijn profcarrière was Bronkers eigenaar van een assurantiekantoor. Hij was tevens trainer van onder meer de amateurclubs EMOS uit Enschede, Avanti Wilskracht uit Glanerbrug en Oranje Nassau uit Almelo.